# Takaful
Takaful (arabo:التكافل), a volte tradotto come "solidarietà" o mutua garanzia) è un sistema cooperativo di rimborso in caso di perdita, organizzato in maniera conforme alla legge della sharia ed alternativa alla tradizione assicurazione, nella maniera in cui è proibita la ribā (l'usura) e la gharar (eccessiva incertezza).
Dalla fine del 2011, Il settore industriale del takaful è cresciuto fino a 12 miliardi di dollari ed è previsto che raggiunga i 20 miliardi di dollari nel 2017..

## Principi
- Gli assicurati cooperano tra loro per il bene comune.[4]
- I contributi degli assicurati sono considerati come donazioni al fondo[4]
- Ogni assicurato paga la sua sottoscrizione per aiutare chi ha bisogno di assistenza.[4]
- Le perdite sono divise e le passività si diffondono in base al sistema comunitario.[4]
- L'incertezza viene eliminata in relazione alla sottoscrizione e al risarcimento.[4]
- Non trae vantaggio a scapito di altri.[4]